# Sophie Wilde
Sophie Wilde est une actrice australienne de cinéma et de télévision.
Elle est particulièrement connue pour son rôle dans le film d'horreur indépendant La Main (2022), qui lui vaut de recevoir la plus haute récompense de cinéma australienne, l'AACTA Award de la meilleure actrice, ainsi qu'une nomination au British Academy Film Award de l'étoile montante et au Saturn Award de la meilleure actrice dans un second rôle.

## Biographie
Dans l'enfance, Sophie Wilde prend des cours d'art dramatique, notamment au National Institute of Dramatic Arts et à l'Australian Theatre for Young People. En 2020, après avoir terminé ses études, elle interprète Ophelia dans une adaptation saluée d'Hamlet.
En 2022, elle interprète une jeune fille entrant en contact avec le monde des esprits dans le film d'horreur indépendant australien La Main. Succès critique et commercial, le film lui vaut surtout d'être considérée par la presse et par l'industrie comme une révélation ; elle reçoit pour ce rôle l'AACTA Award de la meilleure actrice de la part l'académie australienne du cinéma, ainsi qu'une nomination au British Academy Film Award de l'étoile montante et une nomination au Saturn Award de la meilleure actrice dans un second rôle. Au printemps 2024, elle reçoit également au festival de Cannes le Prix Chopard de la révélation féminine.
Sophie Wilde doit apparaître dans le prochain film du réalisateur mexicain Alejandro González Iñárritu, tourné avec Tom Cruise à l'hiver 2024. Elle est également annoncée en 2024 dans le projet d'adaptation filmographique du jeu vidéo Watch Dogs, que doit réaliser Mathieu Turi.

## Filmographie

### Cinéma
- 2022 : La Main de  Danny Philippou et Michael Philippou : Mia
- 2023 : The Portable Door de Jeffrey Walker : Sophie Pettinge
- 2024 : Babygirl de Halina Reijn : Esme

### Télévision
- 2020 : Eden : Scout
- 2021 : You Don't Know Me : Kyra
- 2023 : Tom Jones : Sophia Western
- 2023 : Everything Now : Mia
- 2024 : Le Garçon et l'Univers : Caitlyn Spies

## Distinctions

### Récompenses
- AACTA Awards 2022 : meilleure actrice pour La Main
- Festival de Cannes 2024 : prix Chopard de la révélation féminine

### Nominations
- British Academy Film Awards 2024 : étoile montante pour La Main
- Saturn Awards 2024 : meilleure actrice dans un second rôle pour La Main